# عویشیه
عویشیه (به عربی: عویشیة) یک روستا در سوریه است که در ناحیه تادف واقع شده‌است. عویشیه ۲٬۲۱۸ نفر جمعیت دارد.